# Duane Brown
(en) Statistiques sur pro-football-reference
Duane Anthony Brown, né le 30 août 1985 à Richmond (Virginie), est un joueur américain de football américain évoluant au poste d'offensive tackle.

## Carrière

### Universitaire
Étudiant à la Virginia Polytechnic Institute and State University, il joue pour les Virginia Tech Hokies. Tight end sa première année, il devient offensive tackle les suivantes où il est aligné à gauche puis à droite.

### Professionnelle
Il est drafté en 2008 à la 26e place (premier tour) par les Texans de Houston. Son arrivée est probable en équipe première à la place de Ephraim Salaam.
Il est sélectionné deux fois pour le Pro Bowl, en 2012 et en 2013.